# Stazione di Inadera
La Stazione di Inadera (猪名寺駅?, Inadera-eki) è una stazione ferroviaria di Amagasaki, città della prefettura di Hyōgo in Giappone sulla linea Fukuchiyama e servita dal servizio JR Takarazuka e alcune estensioni della linea JR Tōzai della JR West.

## Servizi ferroviari
West Japan Railway Company
■ Linea JR Takarazuka

## Struttura
La stazione è dotata di due marciapiedi laterali con 2 binari totali in superficie, con il fabbricato viaggiatori sopraelevato sul piano del ferro.
| 1 | ■ Linea JR Takarazuka | per Takarazuka, Sanda e Fukuchiyama |
| 2 | ■ Linea JR Takarazuka | per Amagasaki, Osaka e Kitashinchi  |

## Stazioni adiacenti
| «                                   | Servizio            | »                   |
| Linea JR Takarazuka                 | Linea JR Takarazuka | Linea JR Takarazuka |
| ----------------------------------- | ------------------- | ------------------- |
| Tsukaguchi                          | Locale              | Itami               |
| Gli altri tipi di treno non fermano |                     |                     |